# سگ‌دد ساردنی
سگ‌دد ساردنی (نام علمی: Cynotherium sardous) نام یک گونه از زیرخانواده سگیان است.